# Sonata per pianoforte n. 15 (Beethoven)
La sonata per pianoforte n. 15 in re maggiore, op. 28, è una delle composizioni per pianoforte più note di Ludwig van Beethoven.
Il titolo "Pastorale", come in altre sonate, non è stato attribuito dall'autore; poco tempo dopo la sua prima pubblicazione, una nuova edizione aggiunse per l'appunto il titolo Sonata Pastorale, per via della dolce melodia ricorrente nel Rondò finale.
È strutturata in quattro movimenti:
1. Allegro
2. Andante (in Re minore)
3. Scherzo: Allegro vivace
4. Rondò: Allegro, ma non troppo

## Analisi del Primo movimento
Il Primo movimento della quindicesima sonata per pianoforte di Beethoven (il numero dell'opera è 28) è un ”Allegro” in tempo tre quarti nella tonalità di base di re maggiore. La struttura formale è quella della forma-sonata: Esposizione – Sviluppo – Ripresa.

### Esposizione
Il Tema principale, una delicata linea melodica prima discendente e poi ascendente, è esposto nella tonalità di base (re maggiore) in otto regolari battute diviso in due semifrasi: domanda – risposta. Notevole è il basso bordone iniziale (un pedale di tonica, sulla nota re) ripetuto ininterrottamente per 24 battute. [batt. 1 – 10]
Questa idea viene ripetuta senza grandi variazioni nell'ottava superiore (battute 11 -20). A misura 21 inizia la Codetta del tema a cui fa seguito alcuni episodi intermedi e la transizione al Secondo tema. In effetti questi episodi inerenti alle idee principali del movimento indicano che siamo già in presenza di un certo sviluppo. Questa zona intermedia tra il primo e il secondo tema è importante anche per il particolare trattamento armonico a cui viene sottoposto il materiale musicale.

La Codetta del tema (misure 21 – 39) è basata ancora sull'armonia della tonica (re maggiore) e sul pedale “basso bordone”. Anche questa parte viene ripetuta con la linea melodica innalzata di una ottava. [batt. 21-29]. Particolari le continue anticipazioni sottolineate da sforzati tra una battuta e la successiva.
S'inserisce quindi un episodio intermedio (o ponte modulante) formato da due frasi abbastanza simili da un punto di vista armonico (misure 40 – 47 e misure 48 – 62) e da una transizione finale (misure 62 – 76) verso la Seconda idea.

La prima frase è composta da due semifrasi (battute 40 – 47), molto vicine al tema principale: sostanzialmente è la stessa linea melodica del tema ma con movimento iniziale ascendente. L'armonia si sposta sulla sopradominante: nota si (con un iniziale settima di sopradominante minore). Questa nuova armonia è rafforzata nella zona centrale dell'episodio (inizio della seconda semifrase) da un accordo di settima di mediante (ossia fa diesis minore settima che non è altro che la dominante di si); inoltre l'episodio termina con una cadenza su un accordo di sopratonica (mi maggiore) di cui la nota si è la sua dominante (la prima semifrase termina sulla dominante la).[batt. 40-47]
Iniziare la transizione al Secondo tema con la sopradominante, ossia ‘‘passando attraverso la dominante della dominante della dominante’’ (si → mi → la) per raggiungere nel secondo tema la dominante la maggiore, è nella tradizione di quei tempi.

Si prosegue quindi con la seconda frase (misure 48 – 62) la cui impostazione armonica è la stessa della prima frase, ma sono presenti gruppetti e scale di crome. Solo nel finale un prolungamento melodico rafforza per tre volte la cadenza sopratonica-sopradominante (si maggiore  → mi maggiore). Ulteriore avvicinamento alla dominante (la maggiore).[batt. 52-62]
Infine troviamo una transizione (anche questa formata da due semifrasi) più accordale che melodica che conferma il processo delle quinte. Nella prima semifrase abbiamo un accordo di settima di dominante sul do diesis e un accordo di nona abbassata sul fa diesis; mentre nella seconda semifrase la nota più bassa insiste sul do diesis (la quinta più lontana dalla tonica fondamentale – re; ossia se mettiamo le quinte in successione abbiamo: la – mi – si – fa# - do#).[batt. 63-76]
Finalmente a battuta 77 appare la Seconda idea. In realtà è un “presentire” al tema, il tema vero e proprio appare 14 misure dopo. Queste 14 misure sono l'ultimo atto della progressione (o circolo) delle quinte. L'accordo iniziale sul do diesis maggiore è il ”punto di arrivo di tutto questo percorso che risale le dominanti, ossia il V (la) del V (mi) del V (si) del V (fa #) del V (do #)”. Questo accordo viene mantenuto stabile per 6 misure, quindi innalzando di un semitono la melodia si giunge al re che suggerisce la riaffermazione della dominate originaria, la maggiore; ambiente armonico definitivo (e quasi obbligatorio) per la seconda idea.[batt. 77-97]
Un breve passaggio cadenzante (misure103 -108) formato da due terzine di crome e da una quintina di semicrome terminante sulla settima di dominante di mi maggiore, fa da codetta al tema. Segue quindi una ripresa della seconda idea con una codetta (misure 109 – 135) che prepara l'entrata della coda finale dell'Esposizione (misure 135 -163), nella prevista armonia sulla dominante, legata spiritualmente alla transizione delle misure 63 – 76.[batt. 137-147]

### Sviluppo
Prima che inizi lo Sviluppo l'Esposizione viene ripetuta integralmente. Lo Sviluppo si basa quasi esclusivamente sulla Prima idea. L'ambiente armonico e anche l'atmosfera è quella della sottodominante (sol). Infatti Beethoven utilizza l'accordo di primo rivolto sulla tonica (re – per l'esattezza: re maggiore settima), all'inizio dello Sviluppo, per “farlo sentire” come “dominante della sottodominante'’ e quindi modulare subito sul sol (armonia nella quale viene presentato il tema principale). È da notare come il basso da fa diesis risolva sul sol, cioè la sensibile che risolve sulla tonica per passaggio cromatico.[batt. 166-174]
”Anche in questa sezione Beethoven risale il circolo delle quinte”: sol minore – re maggiore – la minore – mi minore – si minore. Dal punto di vista tematico viene sfruttato, soprattutto nella parte finale dello Sviluppo, un inciso centrale della frase del tema, con un accompagnamento di crome che si scambia tra il basso e il canto.
Il punto d'arrivo di questo ciclo armonico, il si minore, non è altro che la relativa minore di re maggiore. Beethoven quindi insiste sulla dominante di si minore (fa diesis) facendo capire chiaramente di utilizzare il percorso tradizionale che porta alla tonica (re) attraverso la dominante (fa diesis) della relativa minore (si minore). A questo scopo enfatizzando al massimo questo procedimento propone per ben 38 misure un pedale di fa diesis (le ultime 30 sono basate interamente sull'accordo di fa diesis maggiore).

### Ripresa
A misura 270 inizia la Ripresa preparata però alcune misure prima da una transizione i cui elementi principali sono: (1) una modulazione da maggiore a minore (da si maggiore a si minore); (2) un tema sussidiario ricavato dal tema principale; (3) un rallentamento (”Adagio” ) poco prima dell'apparizione del tema principale. Il tutto appare come ”una reminiscenza da grande distanza”.[batt. 275-287] 
La Ripresa ripropone il tema principale come nell'Esposizione; unica differenza nella ripetizione del tema (e della codetta) intervengono degli abbellimenti derivati dallo Sviluppo (vedere misure 280 – 281 e 304 – 310). Anche la transizione al secondo tema è uguale alla ripresa ma con ‘‘giro’’ armonico diverso in quanto il secondo tema deve essere riesposto nella tonica (re maggiore) e non nella dominante (la maggiore) come nell'Esposizione. Infatti nella conclusione della transizione al secondo tema (vedere le battute 338 – 351) al posto del pedale di do diesis (nell'Esposizione) abbiamo un pedale di fa diesis. Così pure il preannuncio del secondo tema (battute 352 – 365) è armonizzato in fa diesis maggiore nella prima parte, mentre nella ripetizione la melodia si innalza di un semitono (sol) per raggiungere il finale re maggiore del secondo tema (dominante di sol; ma anche tonica fondamentale di tutto il movimento). Il passaggio cadenzale successivo (battute 378-383) e la ripresa del secondo tema (battute 384-479) sono ambientati nella tonica (re).

La Coda finale inizia a misura 412 ed ha la stessa linea melodica del corrispondente finale dell'Esposizione, ma come prevedono le regole della forma-sonata è armonizzato sulla tonica. Chiude quindi un'ultima esposizione del tema fondamentale (misure da 439 alla fine) su un lungo pedale (21 misure) di tonica (re) e due accordi conclusivi: settima di dominante e tonica.

### Schema riassuntivo
| Parte       | Sezione                                                 | Sottosezione                             | Grado                                                                  | Tonalità                                  | Battute: da-a |
| ----------- | ------------------------------------------------------- | ---------------------------------------- | ---------------------------------------------------------------------- | ----------------------------------------- | ------------- |
| Esposizione | Tema principale                                         | Frase del tema                           | I (tonica)                                                             | re magg.                                  | 1 – 10        |
| Esposizione | Tema principale                                         | Ripetizione della frase                  | I (tonica)                                                             | re magg.                                  | 11 - 20       |
| Esposizione | Tema principale                                         | Codetta del tema                         | I (tonica)                                                             | re magg.                                  | 21 - 39       |
| Esposizione | Ponte modulante/Transizione                             | Primo episodio                           | VI (sopradominante) -> II (sopratonica)                                | si min. -> mi magg.                       | 40 – 47       |
| Esposizione | Ponte modulante/Transizione                             | Secondo episodio                         | VI (sopradominante) -> II (sopratonica)                                | si min. -> mi magg.                       | 48 – 62       |
| Esposizione | Ponte modulante/Transizione                             | Transizione                              | VII (sensibile) – III (mediante) - VII (sensibile)                     | do # - fa # - do #                        | 63 - 76       |
| Esposizione | Seconda idea                                            | Preannuncio del tema                     | VII (sensibile)                                                        | do # magg.                                | 77 - 90       |
| Esposizione | Seconda idea                                            | Secondo tema                             | V (dominante)                                                          | la magg.                                  | 90 - 102      |
| Esposizione | Seconda idea                                            | Codetta del tema                         | V (dominante) – II (sopratonica)                                       | la magg. – mi magg.                       | 103 - 108     |
| Esposizione | Seconda idea                                            | Ripetizione del secondo tema             | V (dominante)                                                          | la magg.                                  | 109 - 124     |
| Esposizione | Seconda idea                                            | Ripetizione della codetta del tema       | V (dominante)                                                          | la magg.                                  | 125 - 135     |
| Esposizione | Coda dell’Esposizione                                   |                                          | V (dominante) -> I (tonica)                                            | la magg. -> re magg.                      | 135 - 164     |
| Sviluppo    | Sviluppo del tema principale con abbellimenti           |                                          | I (tonica) -> IV (sottodominante)                                      | re magg. -> sol min.                      | 165 - 184     |
| Sviluppo    | Elaborazioni sull’inciso centrale del tema              |                                          | IV (sottodominante) -> I (tonica) -> V (dominante) -> II (sopratonica) | sol min. –> re min. –> la min. -> mi min. | 185 - 214     |
| Sviluppo    | Progressioni sull’inciso centrale del tema              |                                          | VI (sopradominante) -> III (mediante)                                  | si min. -> fa # magg.                     | 215 - 241     |
| Sviluppo    | Dissoluzione della linea melodica (Coda dello Sviluppo) |                                          | III (mediante)                                                         | fa # magg.                                | 241 -257      |
| Sviluppo    | Transizione alla Ripresa                                |                                          | VI (sopradominante) -> V (dominante)                                   | si magg./si min. -> la magg. 7a           | 257 - 270     |
| Ripresa     | Tema principale                                         | Frase del tema                           | I (tonica)                                                             | re magg.                                  | 270 - 279     |
| Ripresa     | Tema principale                                         | Ripetizione della frase con abbellimenti | I (tonica)                                                             | re magg.                                  | 280 - 289     |
| Ripresa     | Tema principale                                         | Codetta del tema                         | I (tonica)                                                             | re magg.                                  | 290 - 312     |
| Ripresa     | Ponte modulante/Transizione                             | Primo episodio                           | VI (sopradominante) -> I (tonica)                                      | si min. -> re magg.                       | 313 - 320     |
| Ripresa     | Ponte modulante/Transizione                             | Secondo episodio                         | I (tonica) -> V (dominante)                                            | re magg. -> la magg.                      | 321 - 337     |
| Ripresa     | Ponte modulante/Transizione                             | Transizione                              | III (mediante) – VI (sopradominante) - III (mediante)                  | fa # - si – fa #                          | 338 - 351     |
| Ripresa     | Seconda idea                                            | Preannuncio del tema                     | III (mediante)                                                         | fa # magg.                                | 352 - 365     |
| Ripresa     | Seconda idea                                            | Secondo tema                             | I (tonica)                                                             | re magg.                                  | 365 - 377     |
| Ripresa     | Seconda idea                                            | Codetta del tema                         | I (tonica)                                                             | re magg.                                  | 378 - 383     |
| Ripresa     | Seconda idea                                            | Ripetizione del secondo tema             | I (tonica)                                                             | re magg.                                  | 384 - 399     |
| Ripresa     | Seconda idea                                            | Ripetizione della codetta del tema       | I (tonica)                                                             | re magg.                                  | 400 - 412     |
| Coda finale | Ripresa della coda dell’Esposizione                     |                                          | I (tonica)                                                             | re magg.                                  | 412 - 439     |
| Coda finale | Esposizione finale del tema                             |                                          | I (tonica)                                                             | re magg.                                  | 440 - 459     |
| Coda finale | Accordi conclusivi                                      |                                          | V (dominante) -> I (tonica)                                            | la magg. 7ª -> re min.                    | 460 - 462     |

## Analisi del Secondo movimento
Il Secondo movimento è un ”Andante” in tempo due quarti nella tonalità di base di re minore. La struttura formale è ternaria; all'interno le varie sezioni sono binarie.

### Prima sezione
Il tema è una melodia cantabile in contrasto con l'accompagnamento di semicrome staccate in tempo di marcia della mano sinistra; è formato come al solito da due frasi: domanda e risposta. Caratteristica di questo tema è l'instabilità tonale: l'inizio è in re minore, dopo quattro battute modula in fa maggiore per chiudere improvvisamente in la minore. [batt. 1 -8]
Segue, dopo la ripetizione del tema, un breve sviluppo (misure 10 – 17) o anche codetta del tema, nella tonalità di la maggiore (dominante maggiore della tonica) a cui fa subito seguito la ripresa del tema (battuta 18) alla tonica (re minore) per chiudere la prima sezione subito dopo nella stessa tonalità. Anche questa seconda parte viene ripetuta.

### Seconda sezione
L'episodio centrale è in modo maggiore (re maggiore) è può essere paragonato ad un Trio. Il tema è basato tutto su una figura a note ribattute seguita da una scaletta discendente sulle note dell'accordo di tonica.[batt. 25]
La frase del tema si chiude con una modulazione alla dominante (la maggiore); mentre la seconda parte (misure 34 – 42) inizia con un accordo di settima di tonica (re maggiore 7a) per chiudere la Sezione sulla tonica maggiore (re maggiore).

### Terza sezione
La sezione finale è la ripresa del tema iniziale. Qui la ripetizione viene scritta per esteso ’'con fluenti arabeschi”  (formati da quartine di semicrome). La base armonica è la stessa: inizia con la tonica minore (re minore) e termina con la dominante maggiore (la maggiore). Segue la codetta del tema con la ripresa del tema stesso come nella prima esposizione (misure 59 -72). Anche questa ripetizione del tema (misure 73 -80) è cosparsa di abbellimenti formati da quartine di semicrome. L'ambiente armonico è lo stesso: prima re minore e poi la maggiore.

Con la Coda Finale (misura 81) ritorna l'accompagnamento (questa volta  “legato” ) in tempo di marcia della mano sinistra. In questa fase il tema principale e il tema della sezione centrale compaiono a tratti ma è l'instabilità tonale, come all'inizio del movimento, ad accentrare l'attenzione: re minore – accordi di settima sul mi, prima minore e poi maggiore, la maggiore e quindi re minore, ancora la maggiore nona e finalmente re minore in chiusura del movimento. [batt. 87-94]

### Schema riassuntivo
| Parte                                           | Sezione              | Sottosezione                          | Grado                                                                  | Tonalità            | Battute: da-a |
| ----------------------------------------------- | -------------------- | ------------------------------------- | ---------------------------------------------------------------------- | ------------------- | ------------- |
| Prima sezione                                   | Esposizione del tema | Prima frase (domanda)                 | I (tonica) -> V (dominante)                                            | re min. -> la magg. | 1 – 4         |
| Prima sezione                                   | Esposizione del tema | Seconda frase (risposta)              | III (mediante) -> V (dominante)                                        | fa magg. -> la min. | 5 - 8         |
| Prima sezione                                   | Sviluppo del tema    | Codetta del tema                      | V (dominante)                                                          | la magg.            | 10 – 17       |
| Prima sezione                                   | Sviluppo del tema    | Ripresa del tema                      | I (tonica)                                                             | re min.             | 18 - 24       |
| Seconda sezione (Episodio centrale in maggiore) | Prima parte          |                                       | I (tonica)                                                             | re magg.            | 25 - 33       |
| Seconda sezione (Episodio centrale in maggiore) | Seconda parte        |                                       | I (tonica)                                                             | re magg.            | 34 - 42       |
| Terza sezione                                   | Ripresa del tema     | Prima frase (domanda)                 | I (tonica) -> V (dominante)                                            | re min. -> la magg. | 43 – 46       |
| Terza sezione                                   | Ripresa del tema     | Seconda frase (risposta)              | III (mediante) -> V (dominante)                                        | fa magg. -> la min. | 47 - 50       |
| Terza sezione                                   | Ripresa del tema     | Ripetizione abbellita del tema        | I (tonica) -> V (dominante)                                            | re min. -> la magg. | 51 - 58       |
| Terza sezione                                   | Ripresa del tema     | Codetta del tema                      | V (dominante)                                                          | la magg.            | 59 – 66       |
| Terza sezione                                   | Ripresa del tema     | Ripresa del tema                      | I (tonica)                                                             | re min.             | 67 - 72       |
| Terza sezione                                   | Ripresa del tema     | Altra codetta del tema                | V (dominante)                                                          | la magg.            | 72 – 80       |
| Terza sezione                                   | Coda finale          | Proseguimento delle figure precedenti | I (tonica)                                                             | re min.             | 81 - 87       |
| Terza sezione                                   | Coda finale          | Parte modulante e finale              | V (dominante) e II (sopratonica = dominante di dominate) -> I (tonica) | la e mi -> re min.  | 87 - 103      |

## Analisi del Terzo movimento
Il Terzo movimento è un Allegro vivace in tempo tre quarti nella tonalità di base di re maggiore. La struttura formale è quella classica dello ‘‘”Scherzo con Trio”'’.

### Scherzo
Lo Scherzo si compone di due parti: un'Esposizione (misure 1 – 32) e uno Sviluppo con una breve Ripresa del tema con Codetta finale (misure 33 – 70). Quest'ultima parte viene ripetuta. 

L'Esposizione dello Scherzo è formata da quattro frasi di 8 misure ciascuna. Ogni frase poi a sua volta è formata da due semifrasi (domanda e risposta). Il tema (esposto nella prima semifrase) è semplicissimo: è ”dovuto quasi unicamente all'insistenza di una sola nota progredente per ottave”  discendenti: il fa diesis. La seconda semifrase contiene una ’'semplice cadenza'’: tonica (re maggiore) – sopratonica (mi minore) – settima di dominante  (la maggiore settima) – tonica (re maggiore).[batt. 1-8]
Seguono altre tre frasi simili: II frase (misure 9 – 16), III frase (misure 17 – 24) e IV frase (misure 25 – 32). Le frasi pari sono alla tonica (re maggiore), quelle dispari alla dominante (la maggiore). Mentre la seconda parte delle frasi non cambia molto, la prima parte ripropone le note generatrici in terze e poi in seste.

Lo Sviluppo dello Scherzo non fa che riproporre i salti in ottava discendente delle note generatrici (fa # - sol # - la # e per finire si – do #) con una semplice progressione armonica: tonica (re maggiore) – sopratonica (mi maggiore) – mediante (fa diesis maggiore); fino alla cadenza conclusiva sulla settima di dominante (la maggiore settima). È da notare che anche l'inizio di ogni frase della progressione è una settima. [batt. 33-48]
A misura 49 riprende il tema alla tonica (re maggiore) ripetuto una volta (la seconda ripetizione ci presenta il tema con ”massicci accordi in fortissimo” ). Questa prima parte termina con la discesa verso la zona grave della tastiera dell'inciso della semifrase di risposta del tema.

### Trio
Il Trio è molto breve ed è formato da due parti (Esposizione del Tema e Sviluppo). Il tema (misure 71 – 78) è formato da due semifrasi di quattro misure (domanda e risposta); entrambe iniziano in fa diesis (mediante), ma mentre la prima termina in si minore (sopradominante), la seconda semifrase termina in re maggiore (tonica). Va notato che la nota generatrice di questo Trio è la stessa dello Scherzo: fa diesis.[batt. 71-78]
Lo Sviluppo del Trio non fa che ripetere per due volte lo stesso tema. Vengono invertite le chiusure armoniche (prima in re maggiore e poi in si minore), ma soprattutto vengono aggiunti dei crescendo e dei diminuendo per alleviare la sensazione di monotonia.
Tutto il trio è composto dalla melodia accompagnata da un basso di Murky, composto cioè da una serie di ottave spezzate di crome.

### Schema riassuntivo
| Parte   | Sezione                   | Sottosezione                      | Grado                                                                       | Tonalità                                        | Battute: da-a |
| ------- | ------------------------- | --------------------------------- | --------------------------------------------------------------------------- | ----------------------------------------------- | ------------- |
| Scherzo | Esposizione dello Scherzo | Prima frase (domanda-risposta)    | I (tonica)                                                                  | re magg.                                        | 1 – 8         |
| Scherzo | Esposizione dello Scherzo | Seconda frase (domanda-risposta)  | V (dominante)                                                               | la magg.                                        | 9 - 16        |
| Scherzo | Esposizione dello Scherzo | Terza frase (domanda-risposta)    | I (tonica)                                                                  | re magg.                                        | 17 – 24       |
| Scherzo | Esposizione dello Scherzo | Quarta frase (domanda-risposta)   | V (dominante)                                                               | la magg.                                        | 25 - 32       |
| Scherzo | Sviluppo dello Scherzo    | Sviluppo                          | I (tonica) – II (sopratonica) – III (mediante) -> V7 (settima di dominante) | re magg. – mi magg. – fa # magg. -> la magg. 7a | 33 – 48       |
| Scherzo | Sviluppo dello Scherzo    | Tema                              | I (tonica)                                                                  | re magg.                                        | 49 - 56       |
| Scherzo | Sviluppo dello Scherzo    | Tema (ripetizione più drammatica) | I (tonica)                                                                  | re magg.                                        | 57 - 70       |
| Trio    | Esposizione del Trio      | Prima semifrase (domanda)         | III (mediante) -> VI (sopradominante)                                       | fa # -> si                                      | 71 – 74       |
| Trio    | Esposizione del Trio      | Seconda semifrase (risposta)      | III (mediante) -> I (tonica)                                                | fa # -> re                                      | 75 – 78       |
| Trio    | Sviluppo del Trio         | Prima semifrase (domanda)         | III (mediante) -> I (tonica)                                                | fa # -> re                                      | 79 – 82       |
| Trio    | Sviluppo del Trio         | Seconda semifrase (risposta)      | III (mediante) -> VI (sopradominante)                                       | fa # -> si                                      | 83 – 86       |
| Trio    | Sviluppo del Trio         | Prima semifrase (domanda)         | III (mediante) -> I (tonica)                                                | fa # -> re                                      | 87 – 90       |
| Trio    | Sviluppo del Trio         | Seconda semifrase (risposta)      | III (mediante) -> VI (sopradominante)                                       | fa # -> si                                      | 91 – 94       |

## Analisi del Quarto movimento
Il Quarto movimento è un Rondò (”Allegro ma non troppo” ) in tempo sei ottavi nella tonalità di base di re maggiore. La struttura formale è quella classica dello Rondò con tre riprese del tema.

### Prima esposizione del tema
Il tema consiste in un semplice motivo di due battute discendente dalla dominante (la) alla tonica (re) mentre al basso è presente un bordone di cornamusa che per 16 battute accompagna il tema esposto per due volte (a battuta 3 e a battuta 7). [batt. 1-5]
Il tema viene chiuso con una serie di Jodler il cui ambito melodico oscilla sempre tra la dominante (la) e la tonica (re). è proprio questo forte legame tra dominante e tonica che ha poi causato il soprannome di 'Pastorale'.
Una transizione (’'molto legato” ) basata su arpeggi ascendenti di quartine di semicrome prepara l'entrata di un nuovo tema. Questo tema a ben vedere è una trasfigurazione lirica del bordone, ma può essere considerato anche un “secondo tema” della forma-sonata. Gli elementi che convalidano questa seconda ipotesi sono: (1) il periodo di transizione tra le due idee (gli arpeggi sopradetti) che modulano al la; (2) l'area atonale della dominante di esposizione del tema; (3) una coda conclusiva dell'Esposizione sempre alla dominante. Il tema scende per imitazione (a tre voci) dal soprano al basso.[batt. 29-33]
La codetta del tema contiene un altro bordone (a intervalli invertiti rispetto al primo) che funge da tema conclusivo. Un breve movimento di scale di ottave spezzate di semicrome chiude l'Esposizione.

### Seconda esposizione del tema
La ripresa del Rondò inizialmente è simile all'Esposizione ma subito dopo s'inseriscono varie elaborazioni degli elementi melodici (misura 56 e seg.) e ritmici (misura 71 e seg.) del tema di base.
Nella zona centrale di questa parte (battuta 79) s'inserisce ’'un brano di contrappunto imitativo a tre parti”  alla sottodominante (sol), seguendo in tal modo la tradizione del rondò mozartiano.[batt. 79-82]
Chiude questa seconda parte una coda (misure 95 – 113) basata sugli stessi elementi, ma elaborati, della coda della prima esposizione concludendo con un pedale di dominante. [batt.

### Terza esposizione del tema
La Ripresa a battuta 114 (o Terza Esposizione) avviene in modo simmetrico rispetto all'Esposizione iniziale. Uniche varianti: (1) alcuni abbellimenti del Tema e (2) l'esposizione della Seconda Idea nella tonalità di base (re maggiore) e non alla dominante (la maggiore) come la prima volta confermando il carattere di Ripresa di questa parte. Questo dimostra come la forma-sonata sia sempre presente nelle varie strutture formali di quel periodo. Anche la codetta alla Seconda Idea (misure 149 – 167) è esposta nella tonalità di base (re maggiore).

### Coda finale
A questo punto (misura 168), possiamo ormai consideraci entrati nella Coda finale e due nuovi episodi completano questo movimento. Il primo episodio è caratterizzato dall'impiego della sottodominante (sol maggiore) con alcuni accordi in tempo sincopato accompagnati da un semplice bordone (simile a quello iniziale) presto modulato (dopo 8 misure – a battuta 177) alla dominante (la maggiore) per concludere in un crescendo fino a ’'fortissimo”  (da battuta 183 – 186) su un'armonia di settima di dominante. Chiude questo episodio 6 misure di arpeggi in diminuendo fino al ”pianissimo” .
Il secondo episodio ”Più allegro quasi presto”  consiste una brillante melodia di semicrome sul bordone iniziale rinforzato in ottava. L'armonia è quella definitiva della tonica (re maggiore). Due accordi conclusivi (settima di dominante => tonica) concludono il movimento. [batt. 193- 196]

### Schema riassuntivo
| Parte                                    | Sezione               | Sottosezione                             | Grado                          | Tonalità             | Battute: da-a |
| ---------------------------------------- | --------------------- | ---------------------------------------- | ------------------------------ | -------------------- | ------------- |
| Prima esposizione del Rondò              | Tema del Rondò        | Tema (due frasi uguali)                  | I (tonica)                     | re magg.             | 1 – 9         |
| Prima esposizione del Rondò              | Tema del Rondò        | Codetta del tema (serie di Jodler)       | I (tonica)                     | re magg.             | 9 - 17        |
| Prima esposizione del Rondò              | Transizione           |                                          | I (tonica)                     | re magg.             | 17 – 29       |
| Prima esposizione del Rondò              | Seconda idea          | Tema                                     | V (dominante)                  | la magg.             | 29 - 33       |
| Prima esposizione del Rondò              | Seconda idea          | Codetta del tema                         | V (dominante)                  | la magg.             | 33 - 43       |
| Prima esposizione del Rondò              | Coda dell'Esposizione |                                          | V (dominante)                  | la magg.             | 44 – 50       |
| Seconda esposizione del Rondò (Sviluppo) | Tema del Rondò        | Tema (due frasi uguali con abbellimenti) | I (tonica)                     | re magg.             | 51 – 59       |
| Seconda esposizione del Rondò (Sviluppo) | Tema del Rondò        | Codetta del tema (serie di Jodler)       | I (tonica)                     | re magg.             | 59 - 67       |
| Seconda esposizione del Rondò (Sviluppo) | Sviluppo del tema     | Variazioni ritmiche                      | I (tonica)                     | re magg.             | 67 – 79       |
| Seconda esposizione del Rondò (Sviluppo) | Sviluppo del tema     | Contrappunto imitativo a tre parti       | IV (sottodominante)            | sol magg.            | 79 - 95       |
| Seconda esposizione del Rondò (Sviluppo) | Coda                  |                                          | => V (dominante)               | => la magg.          | 95 – 113      |
| Terza esposizione del Rondò (Ripresa)    | Tema del Rondò        | Tema (due frasi uguali con abbellimenti) | I (tonica)                     | re magg.             | 114 – 121     |
| Terza esposizione del Rondò (Ripresa)    | Tema del Rondò        | Codetta del tema (serie di Jodler)       | I (tonica)                     | re magg.             | 121 - 129     |
| Terza esposizione del Rondò (Ripresa)    | Transizione           |                                          | I (tonica)                     | re magg.             | 129 – 144     |
| Terza esposizione del Rondò (Ripresa)    | Seconda idea          | Tema                                     | I (tonica)                     | re magg.             | 144 - 148     |
| Terza esposizione del Rondò (Ripresa)    | Seconda idea          | Codetta del tema                         | I (tonica)                     | re magg.             | 148 - 159     |
| Terza esposizione del Rondò (Ripresa)    | Coda della Ripresae   |                                          | I (tonica)                     | re magg.             | 160 – 167     |
| Coda finale                              | Primo episodio        |                                          | IV (sottodom.) – V (dominante) | sol magg. - la magg. | 168 - 192     |
| Coda finale                              | Secondo episodio      |                                          | I (tonica)                     | re magg.             | 193 – 211     |